# نقش‌برجسته شیرینو
نقش برجسته شیرینو مربوط به الیمایی است و در شهرستان کوهرنگ، بخش بازفت، دهستان بازفت، روستای شیخ غالی، دره شیرینو واقع شده و این اثر در تاریخ ۱۲ شهریور ۱۳۸۶ با شمارهٔ ثبت ۱۹۵۱۸ به‌عنوان یکی از آثار ملی ایران به ثبت رسیده است.